# 2000-es szerbiai tüntetések
Az Október 5. tüntetések, más néven a Buldózer-forradalom, a 2000. évi szerbiai választások utáni tüntetésekkel kezdődött, majd október 5-én végződött Slobodan Milošević lemondásával.

## Előzmények

### A választási törvény
Milošević változatosan Jugoszlávia vagy Szerbia elnöke volt 1986 óta. Politikusként több tagállam élén állt, először a Szerb Szocialista Köztársaság elnökeként, majd az új Jugoszláv Szövetségi Köztársaságon belül a Szerb Köztársaság elnökeként, legvégül, 1997-ben Jugoszlávia szövetségi elnöke volt. Habár 1998-ban a Washington Postnak azt nyilatkozta, hogy nem fog indulni a következő választáson, az 1999-es Koszovói konfliktus után egyre rosszabbodó politikai helyzete miatt eldöntötte, hogy hatalmon kell maradnia.
2000. július 6-án megváltoztatták a választási törvényt, mi szerint a jugoszláv elnök két mandátumot szolgálhatott. Habár Milošević első mandátuma még 2001 júniusáig tartott volna, 2000. július 27-én rendkívüli választásokat hirdetett meg azon év szeptemberére. Feltételezhető, hogy abban a pillanatban elég erősnek érezte magát, hogy nyerjen, mivel az ellenzék szét volt szóródva, és az ellenzéki újságok nagyjából el lettek hallgattatva. A választások után, október végén kitudódott, hogy az államnak nem volt elég készlete a téli fűtésre, ami az áramkorlátozások és más gazdasági katasztrófák mellett valószínűleg kedvezőtlen politikai légkört teremtett volna a rendszeres 2001-es választások előtt.
A rendkívüli választások 2000. szeptember 24-ére lettek meghirdetve. Az elnökválasztás mellett a szövetségi és helyi választások is ekkor folytak le.

### A politikai pártok
2000-ben az ország két politikai táborra volt osztva.

#### A Milošević-tábor
A Szerbiai Szocialista Párt (SPS, Milošević pártja) és a Jugoszláv Bal (JUL, felesége, Mirjana Marković pártja) képviselték Milošević uralmát. Hozzájuk több kisebb párt is csatlakozott, habár azok politikai ereje jelentéktelen volt. Az elvesztett háborúk és a tönkretett gazdaság mellett Miloševićet még mindig sokan támogatták. Ehhez hozzásegített az állami sajtón át működő propagandagépezete, valamint az ellenzéki sajtó elleni törvények és intézkedések.

#### Az ellenzéki pártok
A másik oldalon volt a szétoszlott ellenzék. A legerősebb párt a Szerb Megújulás Párt (SPO), valamint a Radikális Párt (SRS) volt. Az SPO konzervatív monarchista párt volt, mely az előbbi választásokon általában Milošević után, vagy a 3. helyen végzett. Az SRS az ultranacionalista Šešelj pártja volt. Mindkét párt már vett részt a hatalomban Milošević mellett, vagyis „nem voltak tiszták”. Továbbá Šešelj kijelentette, hogy soha nem fogja támogatni a „NATO-agresszorok” pártjait, vagyis a demokrata ellenzék többségét.
Emellett a maradék ellenzéki párt kész lett volna együttműködni velük, hogy közösen megdöntsék Milošević uralmát. A harmadik legerősebb ellenzéki párt a Zoran Đinđić vezette Demokrata Párt (DS) volt. A DS korábban fellépett közösen az SPO-val, de mindig is ellenezte Milošević nacionalista politikáját, ami miatt nem volt nagyon népszerű a széles népi körökben. A DS körül gyülekezett kb. 20 kisebb párt, és együtt megalakították a Szerbia Demokrata Ellenzékét (DOS).

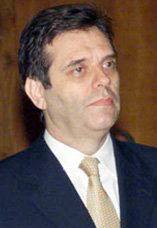
Vojislav Koštunica

A Demokrata Párt népszerűtlensége miatt a DOS-t egy olyan személy kellett, hogy képviselje, aki nacionalista volt, de nem volt „piszkos” politikai háttere. Zoran Đinđić mégis felajánlotta az SPO-nak, hogy legyen a DOS vezére, amelyen belül a legnagyobb politikai hatalom jutott volna nekik. Az SPO elnöke, Vuk Drašković, megmagyarázatlan okok miatt ezt megtagadta, és inkább önállóan ment ki a választásokra. A választások során az SPO katasztrofális eredményt ért el, és a párt soha többé nem nyerte vissza jelentőségét.
Az SPO megtagadása után a DOS egy marginális politikushoz fordult: a Szerbiai Demokrata Párt (DSS) vezetőjét, Vojislav Koštunica-t kérte meg, hogy legyen a mozgalom vezére. A DSS nacionalista politikája, valamint az, hogy jelentéktelensége miatt soha nem kerültek hatalomra, garantálta vezetőjének „tisztaságát”, melyet Milošević propagandagépezete se tudott bemocskolni. Koštunica lett a DOS elnökjelöltje.

### További mozgalmak
Az országon belül több politikai mozgalom működött, melyeknek különböző céljaik és módszereik voltak.

#### Otpor
A legjelentősebb az Otpor („Ellenállás”) egyetemista mozgalom volt. Az Otpor az 1998-ban történt egyetemi autonómia elnyomása következtében keletkezett, majd a Koszovói konfliktus után egyre erőteljesebb tüntetéseket szerveztek. A mozgalomban tömegesen vettek részt egyetemisták, posztereket, plakátokat ragasztgattak, rezsimellenes graffitiket firkáltak a falakra, ami miatt a rendőrség gyakran verte vagy bezáratta őket. Ahogy a mozgalom egyre nőtt, az állam reakciója ellenük is egyre láthatóbbá vált. Sok emberre döntő hatást keltett, hogy a rendőrség „fiatalokat ver az utcán”.

#### Maki lázadói
Bogoljub Arsenijević Maki valjevoi szabadfestő volt, ikonokat festett a templomokban. Az 1999. július 12-én bombázások után „lázadást” kezdett, és több követőjével megpróbálta elfoglalni Valjevo községházát. Az incidens következtében 3 évi börtönre ítélték. Amikor a börtönbe került, négy rendőr állítólag összeverte, miközben eltörték az állkapcsát. A börtön orvosa kórházba küldte, Maki pedig ezután megszökött a kórházból, leereszkedve a villámhárítón. Ezek után rejtőzködött az országban, időnként felszólalva Milošević ellen. Az ellenzéki sajtó „modern szerb hajdúnak” nevezte.

#### A vörössapkások
Jugoszlávia ebben az időben a maffiaháborúk játszótere volt. 2000. január 15-én megölték Arkan maffiavezért, majd február 8-án a szövetségi védelmi minisztert, Pavle Bulatovićot. Ilyen körülmények között a Jugoszláv Speciális Egység (JSO), az ún. „Vörössapkások”, akik szintén részt vettek ezekben a harcokban, roppant hatalmat gyakorolt a politikai háttérben. A JSO részt vett a Délszláv háborúkban mint különleges egység, több bűntett fűződött nevükhöz, de leginkább kegyetlenségükről voltak hírhedtek. A Milošević-rezsim egyik pillére voltak, feladatuk az lett volna, hogy általános népfelkelés bekövetkeztekor „a népbe lőjenek”. A szerb ellenzék tisztában volt ezzel, ezért kulcsfontosságú volt számukra, hogy ez ne történjen meg. Habár később ezt tagadta, több forrás szerint Zoran Đinđić találkozott a JSO vezetőségével valamikor a szeptemberi választások előtt, ahol megbeszélték, hogy a különleges egység nem fogja támogatni Miloševićet. Jutalmul a választások után nem kutatták volna ki a JSO törvényellenes műveleteit. Később, 2003. március 12-én a JSO egyik tagja lelőtte Đinđićet, miután az mégis kutatásokat kezdeményezett ellenük.

### A politikai és gazdasági légkör
Mikor Milošević a Szerb Kommunista Párt elnöke lett 1986-ban, Jugoszláviában és Kelet-Európában liberális mozgalmak kezdtek jelentkezni. A sajtó egyre szabadabb kezdett lenni, majd a politikai pártokat is engedélyezték. A gazdaság is lassan kezdett áttérni a tervezett, szocialista modellről a piaci gazdaságra. Jugoszláviában ezek a folyamatok már javában mentek, amikor elkezdődtek a háborúk, melyek nagyjából leállítottak mindent.

#### Politikai légkör
A Daytoni békeszerződés után Szerbia közvéleményének nagy része egyetértett, hogy Szerbia elvesztette a háborúkat. Ennek következtében az 1996-os helyi választásokon Milošević vereséget szenvedett. Több hónapos tüntetések után, melyben a rendőrség a decemberi télben vízágyúkkal terelte szét a tüntetőket, Miloševićnek el kellett ismernie a választási eredményeket, és átengedte a városokat az ellenzéknek.
1997 folyamán növekedni kezdett a sajtóra gyakorolt nyomás, majd 1998-ban meghozták a sokat vitatott Tájékoztató törvényt és Egyetem-törvényt. A Tájékoztató törvény hatalmas összegeket rótt ki azokra az újságokra, melyek „hazugságokat” hirdettek ki. Így például betiltották a legnagyobb ellenzéki napilapot, a Naša Borba-t, „pánikkeltés és defetizmus miatt”. A Naša Borba-t több másik újság követte, egyeseket betiltottak, egyesek meg tönkrementek a hatalmas pénzbüntetések után.
Az Egyetem-törvény az egyetemek autonómiáját fojtotta meg. Előzőleg az egyetemek elméletileg önállóságot élveztek: külön bíróságuk volt, valamint tilos volt a rendőrségnek belépni az egyetem területére engedély nélkül. Az új törvény az egyetemeket az állam alá rendelte, majd több tanárt kitoloncoltak az intézményekből, vagy fölmondást kaptak. A törvényt több hónapos egyetemista tüntetések követtek, viszont a sajtó elnyomatása miatt kevés visszhangot kaptak, és végül föladták a harcot.

#### Szerbia gazdasága 2000-ben
A Nemzetközi Valutaalap felmérése szerint 2000-ben az egy főre jutó GDP 1160 dollár volt. Havi fizetésben ez kb. 8000 forintot jelentett 2000. évi értékben (70 DEM vagy 36 euró körül). A munkanélküliség 30% fölött volt, az állami vállalatok többsége, habár nyilvánosan dolgozott, igazából nem termelt semmit. Az áramszünetek mindennaposak voltak. Az emberek kora reggel keltek föl, hogy sorban álljanak kenyérért, tejért, lisztért, tojásért és cigarettáért. Szerbia gazdasági szankciók alatt állt, ami meggátolta a külföldi befektetéseket. Az 1999-es háború után a Miloševići-rezsim többé nem ismerte el a nyugati országok felé tartozott adósságait, ami miatt ezek folyton nőttek. Az általános nyomor viszont nem volt a legfőbb ok a nép elégedetlenségére, hanem inkább a külpolitika terén elért katasztrófák nyomasztották.

### Exit
Az első Exit rendezvényt 2000 nyárán tartották meg. Ingyenes volt a belépő, egy hónapig tartott, és több zenész fellépett, valamint filmeket mutattak be. A rendezvény célja a fiatalok animálása volt, hogy támogassák a Milošević elleni választásokat.

## Választások
2000. szeptember 24-én folytak le a választások. Az előző hónapok alatt folytatott agitáció miatt szokatlanul magas számban jöttek ki a szavazók, 71,55% körül (az október 10-i hivatalos eredmények szerint, de a választási csalások miatt sok voks el is veszett). A montenegróiak és a koszovói albánok bojkottálták a választásokat, ezért a rezsim úgy vette, mintha nyert volna ezeken a területeken.
A rezsim által kontrollált Szövetségi Választási Bizottság kijelentette, hogy egyik jelölt sem nyerte el a szükséges 50%-ot, ezért második kört fognak tartani Koštunica és Milošević között. Az október 10-i hivatalos eredmények később bemutatták, hogy Koštunica nyert 50,24%-kal, habár valószínű, hogy ez sokkal magasabb volt.
Több választási csalást jelentettek be. Például az érvényes és érvénytelen szavazatok összege nem egyezett meg az összes szavazatok számával. A szavazóhelyeken leadott szavazatok és az otthonról szavazók összege több volt, mint az összes szavazatok száma. A helyi szinten bejelentett szavazati eredmények különböztek a szövetségi szinten jelentett eredményektől. Egyes választóhelyeken a rezsim ellenőre tollat rejtegetett a keze alatt, és minden ellenzéki szavazólapot áthúzott, így érvénytelenítve a voksot.
A választási csalások nyilvánvalósága miatt a DOS kijelentette, hogy nem ismeri el a Szövetségi Választási Bizottság jelentését, és nem fog kimenni a második körre, hanem rögtön ismerjék el Koštunica győzelmét.
|                                        |                                        | Hivatalos eredmények (2000. szeptember 28.) | Hivatalos eredmények (2000. szeptember 28.) | Hivatalos eredmények (2000. október 10.) | Hivatalos eredmények (2000. október 10.) |
| Jelölt                                 | Párt                                   | Szavazatok                                  | %                                           | Szavazatok                               | %                                        |
| -------------------------------------- | -------------------------------------- | ------------------------------------------- | ------------------------------------------- | ---------------------------------------- | ---------------------------------------- |
| Vojislav Koštunica                     | Szerbiai Demokrata Ellenzék (DOS)      | 2 474 392                                   | 48,96                                       | 2 470 304                                | 50,24                                    |
| Slobodan Milošević                     | Szerbiai Szocialista Párt (SPS)        | 1 951 761                                   | 38,62                                       | 1 826 799                                | 37,15                                    |
| Tomislav Nikolić                       | Szerb Radikális Párt (SRS)             | 292 759                                     | 5,79                                        | 289 013                                  | 5,88                                     |
| Vojislav Mihailović                    | Szerb Megújulás Párt (SPO)             | 146 585                                     | 2,90                                        | 145 019                                  | 2,95                                     |
| Miodrag Vidojković                     | Pozitív Párt                           | 46 421                                      | 0,92                                        | 45 964                                   | 0,93                                     |
| Összes érvényes szavazat (Százalékban) | Összes érvényes szavazat (Százalékban) | 4 911 918                                   | 97,20                                       | 4 778 929                                | 97,19                                    |
| Érvénytelen szavazatok (Százalékban)   | Érvénytelen szavazatok (Százalékban)   | 135 371                                     | 2,68                                        | 137 991                                  | 2,81                                     |
| Összes szavazat (Százalékban)          | Összes szavazat (Százalékban)          | 5 053 428                                   | 69,70                                       | 4 916 920                                | 71,55                                    |
| Választójoggal rendelkezők száma       | Választójoggal rendelkezők száma       | 7 249 831                                   | /                                           | 6 871 595                                | /                                        |

## Tüntetések
A demokratikus ellenzék kijelentette, hogy Koštunica a szavazatok 55,35%-át nyerte meg, majd fölhívta az egész országot, hogy tüntessen a választási csalás ellen. Az Otpor folytatta mindennapos agitálását, valamint az összes nagyobb városokban tüntetések kezdődtek. A munkások elhagyták a munkahelyüket, az iskolákat pedig bezárták. Közép-Szerbiában több helyen összetűzések történtek a rendőrség és a tüntetők között, akik egyre kétségbeesettebb módszerekkel kezdtek tüntetni. Újvidéken a tüntetők betörtek a vajdasági TV-állomásba, ahol átvették az irányítást.

### A kolubarai bányászok sztrájkja
A kolubarai szénbánya stratégiailag fontos hely volt, mert üzemanyaggal látta el a Nikola Tesla hőerőművet, amely Belgrád és több más város számára termelte az elektromos áramot. Szeptember 29-én 7000 bányász sztrájkba léptek, ami az ország nagyobb részében áramszüneteket okozott. Milošević kiküldte a katonaságot, azzal a paranccsal, hogy lőjenek beléjük ha nem mennek vissza dolgozni. Nebojša Pavković tábornok későbbi interjújában azt állította, hogy ő ezt a parancsot személyesen megtagadta. A sztrájk folytatódott a tüntetések végéig, október 5-ig.
A demokrata ellenzék október 5-re tervezett egy nagy tüntetést, „amely addig fog tartani, míg Milošević le nem mond”. Az Otpor is bejelentette, hogy minden tagja el fog menni. A háttérben Maki és társai Molotov-koktélokat gyártottak, és készülődtek a rendőrség elleni harcra.
Október 4-én a Szövetségi Alkotmánybíróság kijelentette, hogy a választások eredményeit érvénytelenítik, és továbbá Slobodan Milošević marad az elnök.

### Október 5.
Október 5-én Velimir Ilić Čačak-i polgármester vezette délről, Szerbia belsejéből a tüntetőket Belgrádba: egy több autóbuszból, kamionból és kocsiból álló konvojt. Az út során több helyen rendőri kordonok állták útját, autóbuszokkal vagy homokdombokkal blokkolták az utat. A konvojban volt annyi ember, hogy félrelökjék a buszokat, valamint szétpucolják a dombokat. Egy pár helyen történt összetűzés a rendőrséggel, de végül 11:20-kor az elsők között érkeztek meg Belgrádba, a szövetségi parlament elé. Itt már több ezer helyi tüntető várta, Ilić beszédet tartott, majd egy rövid verekedés történt a rendőrséggel, amikor megpróbáltak bejutni a parlamentbe.
A többi városokból is lassan beérkeztek a tüntetők, és délután már több százezren voltak. Az ellenzéki rádiók 700 000 körül becsülték meg a tiltakozók számát, mig a rendfenntartók kevesebbet, csak 70 000-et jelentettek. Az állami TV bejelentette, hogy a parlament előtt egy maroknyi huligáncsoport gyülekezett össze.
Az ellenzék vezetői beszédeket tartottak a parlament előtt, miközben a tömeg újból megpróbált bejutni az épületbe. Egyeseknek sikerült bekerülni az ablakon keresztül, ahonnan kidobálták az iratokat és bútorokat. A parlamentból a tüntetés során 90 festményt loptak el, melyekből később 35 került vissza. Az épületben többek között kitöltött szavazólapokat is találtak, melyeknek tilos lett volna ott lenniük, hiszen a Szövetségi Választási Bizottság hatósági körébe tartoztak.
A rendfenntartók a környező utcákból könnygázt dobáltak a tömegbe, viszont az évek során megedzett tüntetők közül sokan föl voltak szerelkezve maszkokkal. Az ellenzék mobil kórházat emelt a parlament melletti parkban, ahol a megsérült tiltakozókat kezelték. A rendőrség továbbra is küldte az erősítést a parlamentben tartózkodó rendőrök számára. Hogy ezt megakadályozzák, a tüntetők fölgyújtották a parlament körül parkoló rendőri járműveket.

A tömeg közepén a buldózer

Közben Maki a követőivel elsétált a Takovo utcán található állami TV-állomás épületéhez. A rendőrség védte az épületet, de a tüntetők buldózert is hoztak magukkal. A buldózer vezetője, Ljubislav Đokić, más néven Dzsó, belehajtott a rendőroszlopba, amire összeomlott a védelem. Az akkori rádióműsorban zenei programon ment, amikor azonban megszakadt. A tüntetők molotov-koktélokkal fölgyújtották az épületet, mely sokáig a rezsim szimbólumaként kulcsfontosságú volt Milošević politikai felemelkedéséhez. Ezek után az elektrotechnikai karra ment, ahol fölhívta az ott lévő egyetemistákat, hogy „szabadítsák fel az egyetemet”. Mivel az épület ajtaja be volt zárva, Maki bemászott az egyik ablakon és belülről kinyitotta az ajtót.
16 óra körül a rendőrség parancsot kapott, hogy helikopterrel repüljön a parlament körül összegyűlt tömeg fölé és onnan dobálja rájuk a könnygázt. Goran Radosavljević parancsnok három kört tett a parlament fölött, viszont úgy értékelte, hogy veszélyes lenne ilyen helyzetben gázt dobálni helikopterből, majd visszatért a bázisába.
A katonaság egyre zavaróbb jelentéseket kapott, többek között, hogy halottak fekszenek az utcákon. Milošević megparancsolta, hogy orvlövészek lőjék le a vezéreket. Branko Krga, a katonaság értesítési bizottságának parancsnoka, akinek feladata lett volna ezeket a parancsokat továbbadni, később azt állította, hogy „nem jól hallotta” ezeket a parancsokat.
A túlerő miatt 18 órakor a parlamentet őrző rendőrparancsnok megadta magát és a tüntetők oldalára állt.

### Október 5. estefelé
Vojislav Koštunica estefelé érkezett meg Belgrádba, ahol beszédet tartott a tömeg előtt. A demokratikus ellenzék átvette a hatalmat a város fölött. A fosztogatások miatt nemsokára szükségessé vált a rendőrség bevonása is a rendfenntartó feladatokba. Belgrád új polgármestere bejárta a különböző állami épületeket, ahol fölszólította a fosztogatókat, hogy hagyják abba amit tesznek. Az éjjelen át a DOS vezetősége beszélgetéseket folytatott a régi rezsim embereivel a hatalomátvételről. Zoran Đinđić később kijelentette, hogy várták az ellentámadást, ami szerencsére soha nem következett be.

### Milošević elismeri a választási eredményeket
Október 6-án Milošević megjelent a tévében és beismerte, hogy vereséget szenvedett a választásokon. Továbbá kijelentette, hogy ettől kezdve unokájával, Markóval fog foglalkozni. Október 7-én Vojislav Koštunica letette az esküt a szövetségi parlament képviselői előtt. A parlamentnek ekkor még tagjai voltak a régi rezsim főemberei is.
A világ több országaiból érkeztek a gratulációk, majd nemsokára az anyagi támogatás is. Szerbiának nem volt elegendő fűtőanyaga, amivel átvészelhette volna a telet, ezért az Európai Unióból küldtek kőolajat, valamint áramot. Az új kormánynak eleinte magas presztízse volt a nyugati kormányok között, mert sikerült áldozatok nélkül véghezvinni a „forradalmat”. A két halálos áldozat közül az egyik egy idősebb ember volt, aki szívrohamban halt meg, a másikat pedig a tömegben ütötte el egy jármű.

## Következmények
Decemberben rendkívüli választásokat tartottak a szerb parlamentért, melyen a DOS kétharmados nyerességgel győzött. Októberben nem kezdődtek el, ahogy sokan remélték, a rezsim kulcsemberei elleni perek. Csupán páran kerültek börtönbe. A leginkább szembetűnő ember maga Milošević volt, aki visszavonultan élt villájában, melyről később bebizonyítottak, hogy törvényellenesen tulajdonította el az államtól. A titkosszolgálat főnöke, valamint a katonaság főparancsnoka Koštunica szövetségeseivé váltak, ezért sokáig politikai immunitást élveztek. Egyes elméletek szerint ennek a két embernek a szabadon maradása miatt található manapság oly kevés bizonyíték a rezsim fő bűnösei ellen, mivel elegendő idejük volt megsemmisíteni az összes iratot.
A DOS a következő évek során szétesett, belőle kikerült Koštunica DSS-e mint a legerősebb „demokratikus” párt, valamint Đinđić Demokrata Pártja. A 2000. decemberi választások után Đinđić lett Szerbia miniszterelnöke. Kormánya rögtön reformokba kezdett, át tervezett alakítani mindent az iskoláztatástól az igazságszolgáltatásig. 2001. során elkezdődtek a volt rezsim emberei elleni kutatások, amely végül konfliktusba hozta a kormányt a vörössapkás különleges egyesületekkel. Amikor a vörössapkások föllázadtak 2001 novemberében, Đinđić a katonaságot akarta küldeni ellenük, viszont Koštunica mint szövetségi elnök pártolta őket, mondván, hogy nekik is van joguk sztrájkolni. A JSO később kitervezte és véghezvitte Đinđić meggyilkolását 2003. március 12-én.
Miloševićet 2001. április 1-jén letartóztatták és átadták a Hágai Bíróságnak. 2006. március 11-én holtan találták a cellájában, halálát szívroham okozta. Felesége Mira Marković, valamint két gyermeke Moszkvában élnek, ahol 2008-ban letelepedési engedélyt kaptak mint politikai menekültek. Az összes családtag ellen bírósági perek folynak gazdasági bűntettek miatt, valamint az Interpol körözőlistáján találhatóak.